# Tóth Sándor (mikológus)
Tóth Sándor (Eger, 1918. január 27. – Gödöllő, 2014. február 13.) a klasszikus mikológiai kutatások kiváló hazai képviselője. Jelentős mértékben gyarapította a nyálka-, rozsda-, üszög-, koprofil és más aszkuszos gombákra vonatkozó adatok számát. Botanikai szakmunkákban nevének rövidítése: „Tóth”.

## Élete
Nyolcgyermekes család – hat fiú és két lány – hatodik gyermekként született. Szülei szőlő- és földművelésből éltek. Mivel gyerekkorában sokat betegeskedett, őt taníttatni akarták. A négy elemi után középiskolai tanulmányait az egri ciszterci gimnáziumban 1935-ben érettségizett.
Másodikos korától már cserkész is volt, szerette a természetet, így szívesen vett részt táborozásokon, ahol a feladatok megedzették és felkészítették arra, hogy a természetjárónak a táj és az élővilág szépségei mellett nehézségekre is számítania kell.
1933-ban részt vett a gödöllői dzsemborin, Teleki Pállal mint országos főcserkésszel azonban már korábban is kapcsolatba került: „egy őrsvezető-képző táborban mindnyájukkal kezet fogott. Jól érezte magát közöttük, lebilincselő egyéniség volt – nem olyan ember, aki öngyilkos lesz”.
Érettségi után egy évet kirándulásokkal töltött – főként a közeli Bükk-hegységet járta be alaposan.
Az érettségi után egy évvel, 1936-ban fölvették Zircen a ciszterci rendbe, ahol a rend Szent Bernát Hittudományi Főiskolájának hallgatója lett, az államhatalom azonban 1950-ben betiltotta a hazai szerzetesrendeket, így a Zirci apátságot is, és a ciszterci rend csak 1990-ben térhetett vissza. Két év után felköltöztek Pestre a Bernardinumba, amely a rend kollégiuma és rendháza volt. A Magyar Királyi Pázmány Péter Tudományegyetemen (1921-1950 között így nevezték a mai ELTE-t) végezte párhuzamos tanulmányait a természetrajz-földrajz szakon – és már negyedéves volt, amikor kilépett a rendből, döntésében a családalapítás szándéka motiválta.
Harmadéves egyetemistaként vette fel Bánhegyi József „Gombák gyűjtése és határozása” c. tantárgyát. Ekkortájt kezdett érdeklődni a gombák sokfélesége és a mikológia hazai művelőinek munkássága iránt. Negyedéves egyetemista korában gyakornokként az Eötvös Loránd Tudományegyetem Növényrendszertani Tanszék és a Növénytár gyűjteményi anyagát dolgozta fel. Amikor befejezte az egyetemet, a növénytanprofesszora, Szabó Zoltán Erdélybe küldte, ahol magvakat gyűjtött.
1943-ban tényleges katonai szolgálatra vonul be. 1945-ben Budapesten megsebesült, és megfelelő gyógykezelés hiányában elveszítette a bal karját. Sebesüléséből felépülve 1946-ban újra a pesti egyetem Növényrendszertani Tanszékén dolgozott, ahol több év kiesés után folytatta doktori disszertációja elkészítését, melynek témájául Bánhegyi javaslatára a Kárpát-medence Nectria fajait választotta, melyet 1948-ban védett meg.
Az 1940-es évek végén bizonyos állások betöltéséhez feltételként szabták a párttagságot (MSZMP). Mivel papnövendéki múltjának és pártonkívüliségének esetleges következményei nyugtalanították, szeretett volna a fővárostól távolabb – kevésbé a központban – elhelyezkedni. Gödöllőn a Méhészeti és Méhbiológiai Kutatóintézetben Örösi Pál Zoltán volt az igazgató. Tóth Sándor ekkor tudta meg, hogy Jávorka Sándor olyan fiatal botanikust keres, aki mézelő növényekkel foglalkozna, így oda költözött. A mézelő növények közül a lucernával és a gyapottal kellett foglalkoznia. Jelentése azonban „nem támasztotta alá a két növénnyel szembeni elvárásokat”, így 1953-ban létszámcsökkentés alkalmával elveszíti állását, majd többféle átmeneti állást kénytelen betölteni.
1950-ben házasságot kötött Csepcsányi Ilonával szülővárosából, Egerből. Két évvel később született kislányuk, Edit. Tóth Sándor mindig szeretettel beszélt családjáról. A hosszú életű kutatóról 90. életévében riport készült.

## Munkássága
A Magyar Természettudományi Múzeum gombagyűjteményében 1906 és 1946 között Moesz Gusztáv dolgozott a gyűjtemény rendszerezésén, gyarapításán. Moesz elsősorban a mikrogombák területén végzett kiemelkedő gyűjtő- és kutatómunkát. A második világháborúban a gyűjtemény jelentős része elpusztult. Moesz halála után Bohus Gábor lett a gyűjtemény kurátora, aki a makrogomba-gyűjtemény gyarapításán fáradozott. 1958-ban a Magyar Természettudományi Múzeumba mikroszkopikus gombákkal foglalkozó kutatót keresett. A doktori disszertációja alapján, Tóth Sándort hívják a mikroszkopikus gombákkal kapcsolatos feladatok ellátására. A Növénytár vezetője akkoriban Zólyomi Bálint volt. Tóth Sándor személyében olyan önálló vezetője lett a mikrogomba-gyűjteménynek, aki jelentős mértékben gyarapította, a második világháborúban nagy veszteségeket elszenvedett mikroszkopikus gombák számát. Elsődleges célja volt a nagy elődök, Hollós László és Moesz Gusztáv megsemmisült gyűjtéseinek, típuspéldányainak pótlása. A 16 kötetes munka és vizsgálati napló több mint 15 000 gyűjtési adatot tartalmaz.
1967-ben megvált a főváros növénytári állásától, és a Gödöllői Agrártudományi Egyetem Növénytani Tanszékén helyezkedett el. A Hortobágyi Tibor vezette „Magyarország algái” c. MTA által támogatott adatgyűjtési programban vesz részt, az 1977-ben elkészült 63 ezer lyukkártya a Növénytárba került. Gödöllőn a kandidátusi témájául választott vízi Hyphomycetes mikroszkopikus gombacsoporttal foglalkozott. Az ország hegyvidéki patakjain több mint 200 habmintát gyűjtött és dolgozott fel. A kapott eredményekből készítette el „A vízi Hyphomycetes és társgombái Magyarországon” c. kandidátusi értekezését, melyet 1980-ban védett meg.
Kiváló latin nyelvtudásával az egyetlen magyar kutató volt, aki mindig segítséget nyújtott kollégáinak az új tudományos fajok – akkori kötelező latin nyelvű leírásainak – elkészítésében. 1980-ban ment nyugdíjba, de nyugdíjasként tovább dolgozott az egyetemen. Az akadémiai doktori címet 2000-ben nyerte el; ebben a munkában mikroszkopikus gombákkal foglalkozott, több területről. Több mint 90 éves koráig volt aktív kutatója a mikológiának, utolsó tudományos dolgozata 2011-ben jelent meg egy új faj leírásával.

## Főbb írásai, művei
Fél évszázados munkája során a tudomány számára 24 új gombafajt írt le. A fajok leírásában auktorként „Tóth” néven szerepel.
Korszakos jelentőségű a három társszerzővel közösen írt „Magyarország mikroszkopikus gombáinak határozókönyve” című háromkötetes munka; ugyancsak társszerzője volt a „Baktérium-, alga-, gomba-, zuzmó- és mohahatározó” c. kézikönyvnek.
Tóth Sándor az 1950-2011 időszakban megjelent 77 közleményéről Révay Ágnes (1952-2018) közölt részletes összeállítást. Ezek többnyire önálló kutatási eredményei, illetve jeles társszerzőkkel (pl. Vánky Kálmán, Ubrizsy Gábor, Vörös József, Révay Ágnes) készült közös publikációk.

### Néhány fontosabb munkájának bibliográfiai adatai
- Tóth Sándor (1950): A Kárpát-medence Nectria-fajai. Budapesti Tud. Egyet. Biol. Int. Évk. 1: 148–188.
- Tóth Sándor (1968): Andreánszkya vértesensis nov. gen. et nov. spec. Sydowia, Ann. Mycol., ser. II. 20: 173–175.
- Bánhegyi János, Tóth Sándor, Ubrizsy Gábor és Vörös József (1985-1987): Magyarország mikroszkopikus gombáinak határozókönyve. Vol. 1-3. Akadémiai Kiadó, Budapest. 1316 pp. (A borítója színéről gyakran „kék határozó”-ként emlegetik.)
- Tóth Sándor (1991): Mikroszkopikus gombák és tömlős nagygombák. pp. 213–402. In: Simon Tibor (szerk.) Baktérium-, alga-, gomba-, zuzmó- és mohahatározó. Tankönyvkiadó, Budapest. 792 pp.
- Tóth Sándor és Révay Ágnes (2011): Oncopodium lidiae sp. nov. (Hyphomycetes) on Fumana procumbens from Hungary. Mycologia Balcanica 8: 89–91.

## Kitüntetései, elismerései
- 1963-tól 16 évig volt a Magyar Biológiai Társaság (MBT) Botanikai Szakosztályának titkára.
- 1999-ben az I. Magyar Mikológiai Konferencián több évtizedes kiemelkedő tudományos munkásságáért kapott elismerő oklevelet.
- Ugyancsak 1999-ben kapta meg a Magyar Köztársaság Arany Érdemkeresztje kitüntetést.
- 2009. november 30-án a Szent László Szarvasgomba Lovagrend tagjává avatta kiemelkedő szakmai és iskolateremtő egyetemi oktatói tevékenységéért.
- A kiemelkedő mikológus tiszteletének szólt a kortársak megemlékezése, akik nevével 8 taxont írtak le, 7 gomba- és 1 algafajt:[2]
  - Tothia Batista in Tóth 1960, Annls hist.-nat. Mus. natn. hung. 52: 106.
  - Tothiella Vánky 1999, Mycotaxon 70: 39, (Tothiella thlaspeos (Beck) Vánky ≡ Thecaphora thlaspeos (Beck) Vánky)
  - Dipodascus tothii Zsolt 1963, Acta Bot. Hung. 9: 226 (nom. inval.) = Dipodascopsis tothii (Zsolt) L. R. Batra et Millner, 1978
  - Moreaua tothii Vánky 2009, Mycotaxon 110: 299.
  - Sporisorium tothii Vánky 2003, Mycotaxon 85: 14. ≡ Anthracocystis tothii (Vánky) McTaggart et R. G. Shivas, 2012
  - Trinacrium tothii D. Magyar 2008, in Magyar et Révay, Nova Hedwigia 87(3–4): 514.
  - Urocystis tothii Vánky 1976, Bot. Notiser 129(4): 416.
  - Scenedesmus tothii Hortob. 1983, Bot. Közlem. 70(1–2): 97–102.
- Jelentős mértékben gyarapította a nyálka-, rozsda-, üszög-, koprofil és más aszkuszos gombák számát, valamint a vízi Hyphomycetes hazai elterjedésére vonatkozó adatokat. Mikológiai szempontból figyelemre méltó, hogy a heverő naprózsa – Fumana procumbens növényről összesen 10 új gombafajt írt le.[2]